# Gornji Karin
Gornji Karin – wieś w Chorwacji, w żupanii zadarskiej, w mieście Obrovac. W 2011 liczyła 1125 mieszkańców.